# Bertotovce
Bertotovce (em húngaro: Bertót) é um município da Eslováquia, situado no distrito de Prešov, na região de Prešov. Tem 8,49 km² de área e sua população em 2018 foi estimada em 508 habitantes.

## Demografia
| Ano:        | 1994 | 2004    | 2014   | 2024   |
| ----------- | ---- | ------- | ------ | ------ |
| Broj ljudi: | 443  | 492     | 487    | 520    |
| Razlika:    |      | +11,06% | -1,01% | +6,77% |

| Ano:               | 2023 | 2024   |
| ------------------ | ---- | ------ |
| Número de pessoas: | 523  | 520    |
| Diferença:         |      | -0,57% |